# Спирит (марсовски ровер)
Спирит (енгл. Spirit, у преводу дух), познат и под називима MER-A (енгл. Mars Exploration Rover–A) или MER-2, био је роботизовани марсовски ровер који је истраживао Марс од 2004. до 2010. године. Један је од два ровера у склопу мисије Ровери за истраживање Марса агенције НАСА.